# Мухаммед ибн Салман Аль Сауд
Муха́ммед ибн Салма́н ибн Абду́л-Ази́з А́ль Сау́д (араб. محمد بن سلمان بن عبد العزيز آل سعود‎; род. 31 августа 1985[…], Эр-Рияд, Эр-Рияд, Саудовская Аравия) — наследный принц Саудовской Аравии с 21 июня 2017 года и премьер-министр с 27 сентября 2022 года. Возглавляет Совет по политическим вопросам и вопросам безопасности, и Совет по вопросам экономики и развития.
Мухаммед является первым ребёнком нынешнего короля Салмана ибн Абдул-Азиза Аль Сауда от его третьей жены Фахды бинт Фалах Аль Хислаян. Получив юридическое образование в университете короля Сауда, стал советником своего отца в 2009 году. Был назначен заместителем наследного принца и министром обороны после вошествия своего отца на престол в 2015 году. После был назначен наследником престола в 2017 году и премьер-министром в 2022 году.
С момента своего назначения наследным принцем в 2017 году Мухаммед провёл ряд социальных и экономических реформ; в их числе ограничение влияния ваххабитского религиозного истеблишмента путём ослабления шариатской полиции и улучшения прав женщин, отмену запрета на вождение автомобиля женщинами в 2018 году и ослабления системы мужского опекунства над женщиной в 2019 году.  Несмотря на это, в стране всё ещё продолжаются репрессии активистов движения за права женщин. Его программа Saudi Vision 2030 направлена на снижение зависимости экономики Саудовской Аравии от нефти за счёт инвестиций в другие сектора, такие как технологии и туризм, что способствовало большей диверсификации экономики; однако страна по-прежнему сильно зависит от нефти.
При Мухаммеде Саудовская Аравия проводит агрессивную внешнюю политику, направленную на усиление регионального и международного влияния страны и привлечение большего количества иностранных инвестиций. Королевство координировало энергетическую политику с Россией, укрепляло отношения с Китаем и расширяло дипломатические и торговые связи с развивающимися экономиками и региональными державами в Африке, Южной Америке и Азии. Один из архитекторов вторжения в Йемен; был вовлечён в катарский дипломатический кризис.
Правление наследного принца является авторитарным. Критика действующего режима, даже самая умеренная, карается тюремным заключением. Политических диссидентов систематически подвергают репрессиям с использованием таких методов, как тюремное заключение и пытки. В 2017 году Мухаммед провёл чистки в госаппарате, арестовав множество саудовских принцев, правительственных министров и бизнесменов после создания антикоррупционного комитета. В отчёте ЦРУ за 2021 год говорится, что Мухаммед организовал убийство журналиста Джамаля Хашогги.

## Биография

### Ранние годы
Родился 31 августа 1985 года в Джидде (Саудовская Аравия). Старший из шести сыновей короля Салмана от его третьей жены Фахды бинт Фалаха Аль Хислаяна. У него 5 полнородных младших братьев: Турки (род. 1987), Халид (род. 1988), Наиф (род. 1990), Бандар (род. 1995) и Ракан (род. 1997). Его полнородный брат — Турки ибн Салман, председатель саудовской группы по исследованиям и маркетингу Saudi Research and Marketing Group (SRMG).
По завершении образования принц провёл несколько лет в частном секторе, после чего стал личным помощником своего отца. До этого он уже занял пост в комиссии экспертов саудовского кабинета.

### Образование
Получил среднее образование в школе Эр-Рияда. Окончил Колледж права и политических наук при Университете короля Сауда со степенью бакалавра. Во время учёбы прошёл различные дополнительные учебные курсы.

### Семья
С 2008 года женат на принцессе Саре бинт Машхур Аль Сауд, своей двоюродной сестре. У них три сына: Салман, Машхур, Абдул-Азиз (род. 2021) и две дочери: принцесса Фахда и принцесса Нура.

### Государственная деятельность

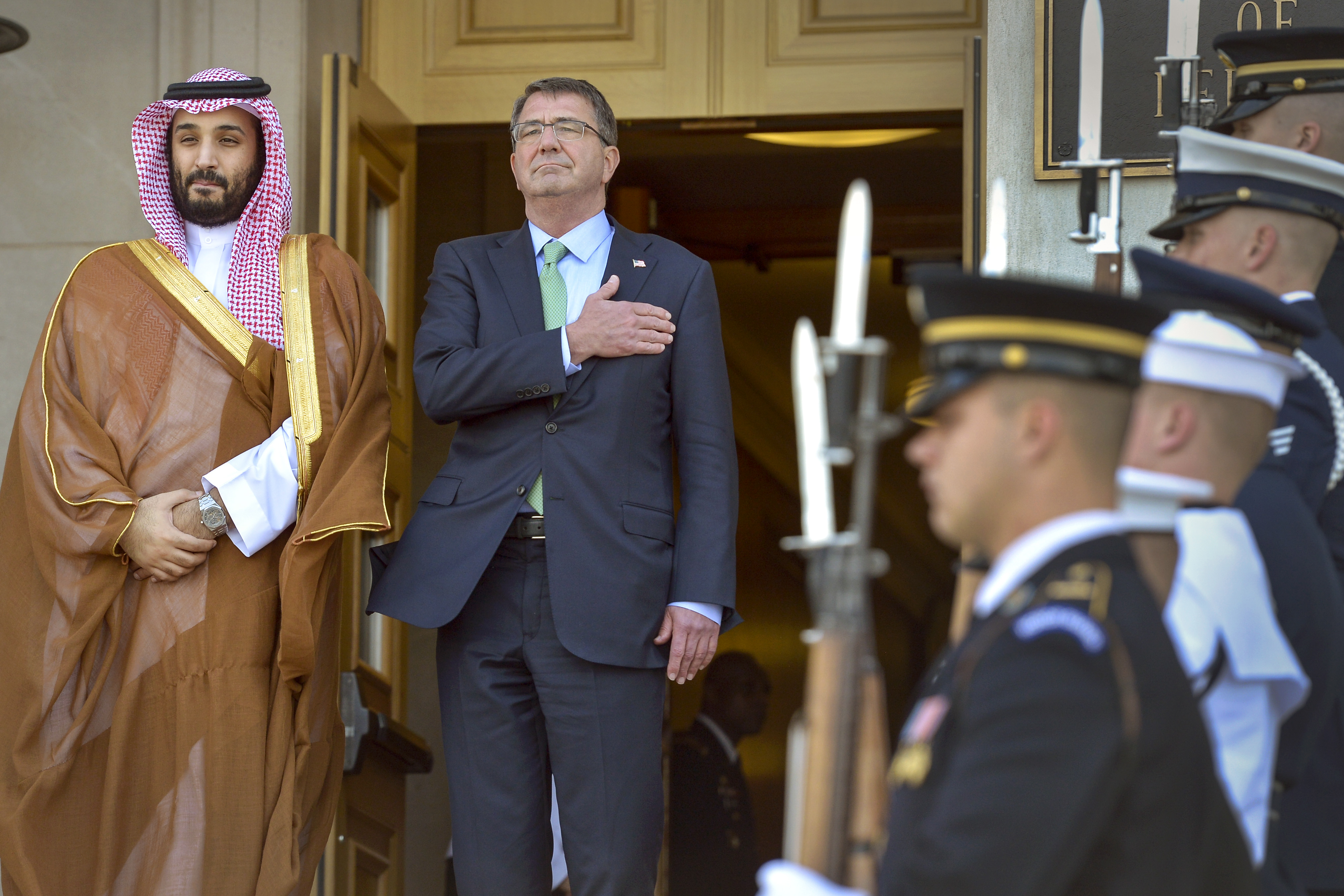
Министр обороны США Эштон Картер рядом с принцем Мухаммедом перед входом в здание Пентагона 13 мая 2015 года

#### Деятельность

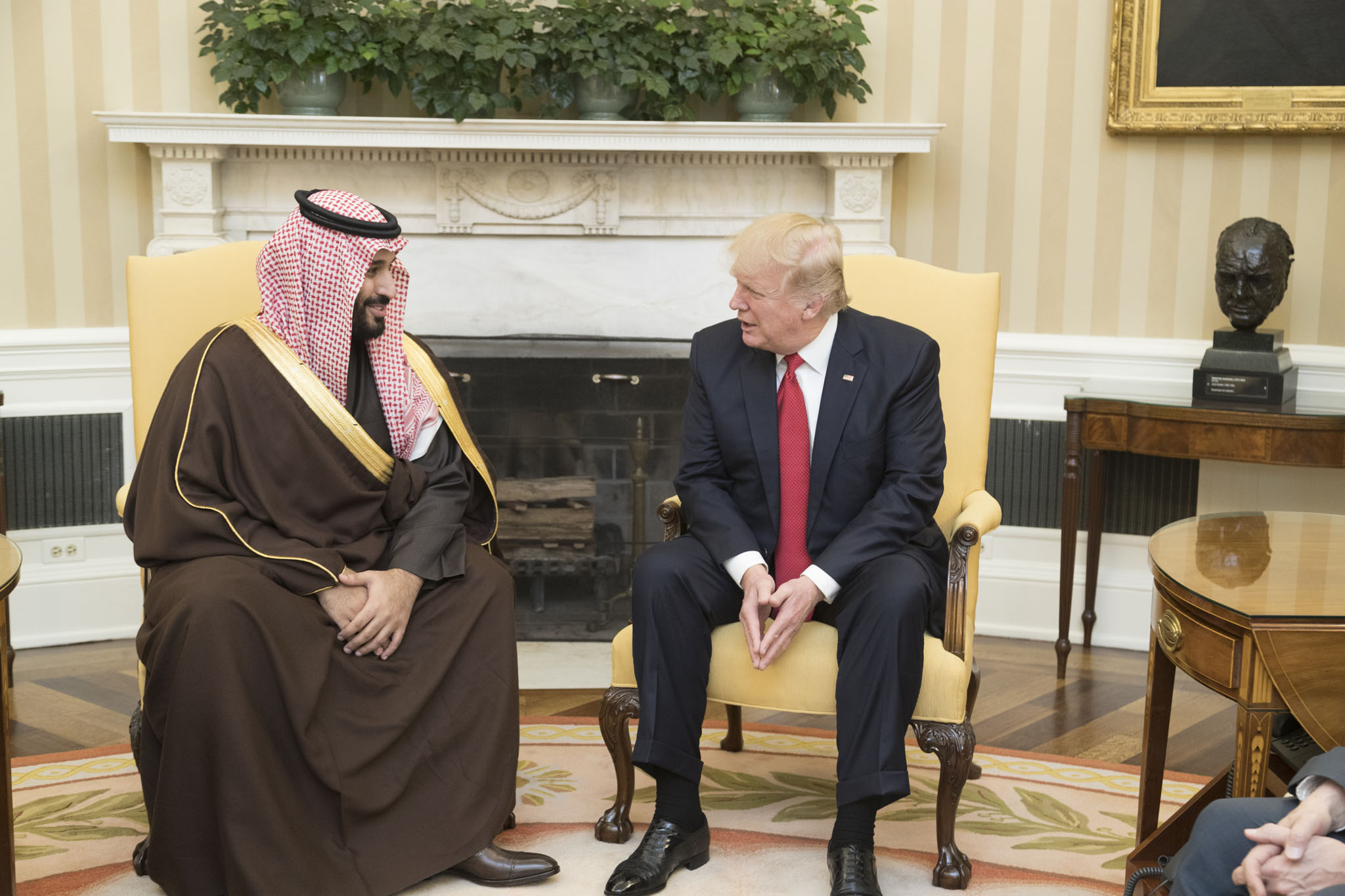
Принц Мухаммед с президентом США Дональдом Трампом в Овальном кабинете в 2017 году

В декабре 2009 года принц начал политическую деятельность, заняв пост специального советника своего отца. Затем он занял пост губернатора провинции Эр-Рияд. Он стал также генеральным секретарём конкурсного совета Эр-Рияда, специального советника управления по исследованиям и архивам фонда короля Абдул-Азиза и членом совета поверенных общества Альбир в регионе Рияд.
В 2012 году после смерти наследного принца Наифа пост заместителя наследного принца и министра обороны в ноябре 2011 года занял Салман. Он назначил его своим личным советником.
Основал фонд принца Мухаммеда (MISK), целью которого является помощь нуждающейся молодёжи, и стал его председателем.
В июне 2012 года умер наследный принц Наиф. Салман передвинулся через две позиции в иерархическом списке и вскоре решил придать суду новый облик, назначив принца Мухаммеда начальником офиса наследного принца. 2 марта 2013 года глава суда наследного принца Сауд ибн Наиф был назначен губернатором Восточной провинции и принц Мухаммед занял его пост, получив ранг министра. 25 апреля принц был назначен на пост государственного министра.

#### Министр обороны

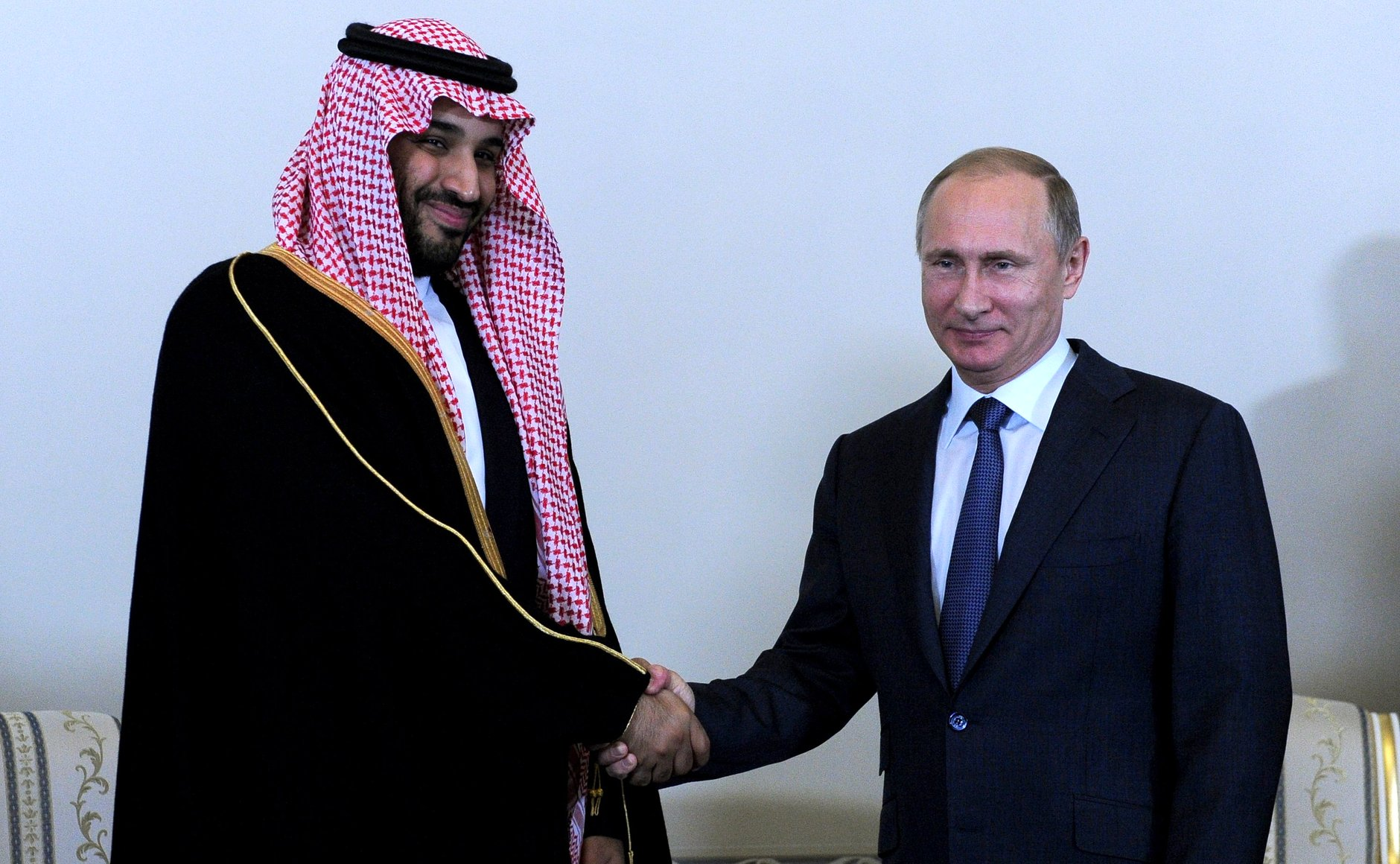
Принц Мухаммед бин Салман с президентом России Владимиром Путиным. 2015 год

23 января 2015 года умер король Абдалла, трон занял Салман. После этого он был назначен на пост министра обороны и в тот же день на пост генерального секретаря королевского суда. Кроме этого, он сохранил за собой пост государственного министра.
29 января 2015 года был назначен на пост председателя совета по экономическим вопросам и развитию, основанного в этот же день и пришедшего на смену упразднённому верховному экономическому совету.
Главным событием во время его пребывания на посту министра обороны стала операция «Буря решимости» против повстанцев-хуситов в Йемене.
В мае 2017 года с целью развития собственного военно-промышленного комплекса с локализацией промышленности в королевстве, по его инициативе, в форме слияния ряда компаний и создания совместных предприятий в области военной промышленности создал Саудовскую военную промышленную компанию (SAMI).

#### Глава Антикоррупционного комитета
4 ноября 2017 года назначен главой специально созданного Антикоррупционного комитета. В тот же день была произведена серия арестов одиннадцати принцев (в том числе одного из богатейших людей мира Аль-Валида ибн Талала) и нескольких бывших министров, подозреваемых в совершении преступлений, связанных с коррупцией.

#### Наследный принц
В апреле 2015 года король Салман назначил своего племянника принца Мухаммеда ибн Наифа наследным принцем, а своего сына заместителем наследного принца. Эти перемены показывают, что первый раз после 1953 года власть в королевстве переходит к представителям нового поколения (до этого все короли были сыновьями основателя династии Абдул-Азиза Аль Сауда).
Однако 21 июня 2017 года 81-летний король изменил решение и объявил своего сына наследным принцем, лишив этой привилегии своего племянника — 57-летнего Мухаммеда ибн Наифа.
6 декабря 2017 года журнал Time назвал его Человеком года (по версии читателей). В мае 2018 года журнал Forbes поставил его на восьмую строчку рейтинга самых влиятельных людей мира.
В октябре 2021 года Суверенный фонд Саудовской Аравии, которым он руководит, выкупил клуб АПЛ «Ньюкасл Юнайтед», сумма сделки составила 300 млн фунтов.

#### Преследование политических оппонентов и диссидентов
Заполучив в 2017 году полный контроль над силовыми структурами Саудовской Аравии, Мухаммед ибн Салман развернул тайную кампанию по борьбе с политическими оппонентами и диссидентами, используя для этих целей отряд «Тигр», имеющий официальное название «Силы быстрого реагирования» и статус личной охраны наследного принца. Оперативники подразделения занимались похищением, пытками, насильственной репатриацией и внесудебными казнями. Против организации и её руководителей министерством финансов США введены санкции.
По мнению источников New York Times в американской разведке, принц отдал приказ заманить саудовского журналиста Джамала Хашогги, критиковавшего его политику, в Саудовскую Аравию и арестовать его там. Хашогги был убит в саудовском консульстве в Стамбуле 2 октября 2018 года. Источники в разведке допускали причастность принца к этому, но представитель Саудовской Аравии заявил агентству «Рейтер», что принц не знал об операции, которая привела к гибели журналиста. Принц изначально заявил, что Хашогги покинул здание консульства, но спустя 18 дней Саудовская Аравия признала гибель журналиста в здании. По некоторым данным, семеро из 15 человек, подозреваемых в убийстве Хашогги, являются телохранителями принца.
После резонансного убийства Хашогги совет мудрецов королевской семьи, объединяющий представителей семи основных кланов, начал обсуждать возможное смещение кронпринца. Но они ничего не будут предпринимать, пока жив 85-летний король. После его смерти на престоле хотят видеть брата монарха — 76-летнего принца Ахмеда ибн Абдул-Азиза, который более сорока лет занимал пост заместителя министра внутренних дел. По данным источника при дворе, отношение американских властей к нему резко изменилось не только из-за подозрений в том, что именно он устроил убийство журналиста, но и из-за его взглядов на международные отношения. Кронпринц заявлял, что планирует сотрудничать с Россией в области добычи нефти и поставок тяжелого вооружения. Судя по выступлению короля Салмана в Эр-Рияде 19 ноября 2018 года, он лично поддерживает сына.
В марте 2020 года по его инициативе были арестованы несколько его родственников, включая дядю Ахмеда, за отказ поддержать усилия принца по консолидации власти в стране.

#### Видение 2030
25 апреля 2016 года он выпустил документ с названием Saudi Arabia Vision 2030 (Видение Саудовской Аравии 2030), всеобъемлющий социально-культурный и политический экономический план для Саудовской Аравии, который устанавливает вступление королевства в постнефтяную эпоху.

Высказывания:
Думаю, что Ближний Восток станет следующей Европой. Саудовская Аравия станет совершенно другой страной в ближайшие пять лет. Бахрейн станет совершенно другим. Кувейт, Катар, несмотря на все разногласия. У них сильная экономика, они станут совсем другими через пять лет. ОАЭ, Ливан, Оман, Иордания, Египет, Ирак — у них огромные возможности. Если у нас получится, многие страны пойдут за нами, за 30 лет произойдёт арабское возрождение. Это война Саудовской Аравии, это моя война, которую я принимаю лично и не собираюсь в ней погибнуть, пока Ближний Восток не станет мировым лидером. И я уверен на 100%, что всё у нас получится.

#### Благотворительность и филантропия
У него много благотворительных акций, так как он находился под влиянием работы его отца, Служителя Двух Святынь Салмана ибн Абдул-Азиза в области некоммерческой деятельности. В 2011 году основал Фонд MiSK, который позволяет саудовской молодёжи учиться, развиваться и продвигаться в сферах бизнеса, литературы, культуры, науки, техники и социологии. Сегодня принц Мухаммед продолжает работу качестве председателя правления этого фонда.
Он занимает и другие должности:
- Председатель правления Молодёжного центра для укрепления усилий королевства по помощи и поддержке молодёжи.
- Вице-президент и глава Исполнительного комитета Ассоциации благотворительных организаций, целью которой является предоставление жилья для семей с низким доходом.
- Председатель школы в Эр-Рияде.

Предыдущие должности включают:
- Член Совета попечителей Общества Альбир в Эр-Рияде — член правления Фонда великого ученого Ибн База.
- Почётный член Национальной ассоциации по профилактике наркомании.
- Соучредитель Фонда брака и семьи имени Ибн База.
- Член Высшего совета благотворительных организаций в Эр-Рияде.